# Rövaren
Rövaren är en relativt liten ö i de yttre delarna av Lule skärgård. Rövaren har Fjuksön och Degerö Börstskär på varsin sida.